# La Femme perdue
Ne doit pas être confondu avec Femme perdue.
Pour plus de détails, voir Fiche technique et Distribution.
La Femme perdue est un film français de Jean Choux sorti en 1942.
C'est un des grands succès commerciaux de l'Occupation.

## Fiche technique
- Réalisation : Jean Choux
- Scénario : Robert Coulom, Émile Roussel, d'après un roman d'Alfred Machard
- Durée : 95 minutes
- Producteur : Jean Séfert
- Image : René Colas
- Musique : Vincent Scotto, Auteur Emile Audiffred
- Genre : Drame
- Date de sortie : 
  - France : 5 août 1942
- Affiche : Georges Dastor (France)

## Distribution
- Renée Saint-Cyr : Marie Vidal
- Roger Duchesne : Jean Dubart
- Jean Galland : L'abbé
- Jean Murat: Pierre
- Marguerite Pierry : Tante Sophie
- Pierre Labry : Le cabaretier
- Jean Rigaux : Le père Grabouille
- Myno Burney : Adrienne
- Catherine Fonteney : Madame Valin
- René Bourbon : Lautier
- Albert Broquin : Le clochard
- Marfa d'Hervilly : La dame curieuse
- Lise Donat
- Monique Dubois : Jeannette
- France Ellys : Madame Vidal
- Maxime Fabert : Le contrôleur
- Lise Florelly : La cuisinière
- Violette France : Madeleine
- Georges Guétary : Le chanteur à la fête